# Liste der denkmalgeschützten Objekte in Fischamend
Die Liste der denkmalgeschützten Objekte in Fischamend enthält die 16 denkmalgeschützten, unbeweglichen Objekte der niederösterreichischen Stadtgemeinde Fischamend im Bezirk Bruck an der Leitha.

## Denkmäler
| Foto |                 | Denkmal | Standort                                                          | Beschreibung | Metadaten |
| ---- | --------------- | --- | ----------------------------------------------------------------- | --- | --- |
| ja   | Datei hochladen | Kath. Filialkirche hl. Quirinus HERIS-ID: 8243 Objekt-ID: 4192                                               | bei Kirchenweg 4 Standort KG: Fischamend Dorf                     | Die gotische Saalkirche mit einem eingezogenen Chor wurde im 14. Jahrhundert errichtet und ab 1671 umgebaut sowie barockisiert. Sie ist dem Quirinus von Tegernsee gewidmet. | BDA-Hist.: Q38000571 Status: § 2a Stand der BDA-Liste: 2025-06-30 Name: Kath. Filialkirche hl. Quirinus GstNr.: 1/1 Filialkirche Fischamend                           |
| ja   | Datei hochladen | Feuerwehrgebäude HERIS-ID: 8242 Objekt-ID: 4191                                                              | Klein-Neusiedler Straße 5 Standort KG: Fischamend Dorf            | 1928 nach den Plänen der Architekten Robert Kramreiter und Walter Pind errichtet. Es war das Feuerwehrhaus der Freiwilligen Feuerwehr Dorf Fischamend, die bereits 1888 gegründet wurde. Seit 2005 ist im Gebäude das Feuerwehrmuseum beheimatet. | BDA-Hist.: Q23689799 Status: § 2a Stand der BDA-Liste: 2025-06-30 Name: Feuerwehrgebäude GstNr.: 1087/2 Historical fire station in Fischamend-Dorf                    |
| ja   | Datei hochladen | Kapelle hl. Johannes Nepomuk HERIS-ID: 8248 Objekt-ID: 4197                                                  | bei Klein-Neusiedler Straße 23 Standort KG: Fischamend Dorf       | Kapelle zu Ehren des Johannes Nepomuk an der Klein-Neusiedler Straße. | BDA-Hist.: Q38001087 Status: Bescheid Stand der BDA-Liste: 2025-06-30 Name: Kapelle hl. Johannes Nepomuk GstNr.: 77/1                                                 |
| ja   | Datei hochladen | Rottner-Mühle HERIS-ID: 8241 Objekt-ID: 4190                                                                 | Klein-Neusiedler Straße 25 Standort KG: Fischamend Dorf           | U-förmiger Gutshof, im Kern um 1600 bzw. aus dem frühen 17. Jahrhundert, Herrschaftstrakt mit Eckturm und Statuen ausgestattet. | BDA-Hist.: Q38000383 Status: Bescheid Stand der BDA-Liste: 2025-06-30 Name: Rottner-Mühle GstNr.: 73/1, 73/2 Rottner-Mühle, Fischamend-Dorf                           |
| ja   | Datei hochladen | Figurenbildstock Pietà HERIS-ID: 8246 Objekt-ID: 4195                                                        | gegenüber Klein-Neusiedler Straße 25 Standort KG: Fischamend Dorf | Diese Pietà befindet sich gegenüber dem Gutshof an der Klein-Neusiedler Straße und wurde um 1700 erbaut. | BDA-Hist.: Q38000865 Status: Bescheid Stand der BDA-Liste: 2025-06-30 Name: Figurenbildstock Pietà GstNr.: 668/1                                                      |
| ja   | Datei hochladen | Fabriksgebäude der ehem. k.u.k. Militär Aeronautischen Anstalt in Fischamend HERIS-ID: 13401 Objekt-ID: 9580 | Am Flugfeld 1 Standort KG: Fischamend Markt                       | 1909 für die k.u.k. Luftfahrtruppen errichtetes Gebäude (siehe Militär-Aëronautische_Anstalt_Fischamend) | BDA-Hist.: Q1433960 Status: Bescheid Stand der BDA-Liste: 2025-06-30 Name: Fabriksgebäude der ehem. k.u.k. Militär Aeronautischen Anstalt in Fischamend GstNr.: 511/4 |
| ja   | Datei hochladen | Feuerwehrgebäude HERIS-ID: 8240 Objekt-ID: 4189                                                              | Getreideplatz 8 Standort KG: Fischamend Markt                     | Das Gebäude wurde 1819 im klassizistischen Stil erbaut und bis 1873 als Kornlager verwendet. Erst seit damals wurde es als Feuerwehrhaus der Feuerwehr Fischamend Markt, seit der Gemeindezusammenlegung im Jahr 1971 FF Fischamend Ost, verwendet. Ab 2010 diente das Haus als First-Responder-Stelle des Roten Kreuzes. Heute ist das Gebäude Stützpunkt der First Responder Fischamend. | BDA-Hist.: Q38000265 Status: § 2a Stand der BDA-Liste: 2025-06-30 Name: Feuerwehrgebäude GstNr.: 1063/2                                                               |
| ja   | Datei hochladen | Figurenbildstock hl. Maria HERIS-ID: 8249 Objekt-ID: 4198                                                    | vor Gregerstraße 13 Standort KG: Fischamend Markt                 | Statuengruppe aus dem 18. Jahrhundert auf geschwungenem Sockel. | BDA-Hist.: Q38001187 Status: § 2a Stand der BDA-Liste: 2025-06-30 Name: Figurenbildstock hl. Maria GstNr.: 1063/1                                                     |
| ja   | Datei hochladen | Bürgerhaus, ehem. Gasthof Zum Dampfschiff HERIS-ID: 8238 Objekt-ID: 4187                                     | Hainburger Straße 7 Standort KG: Fischamend Markt                 | Zweigeschoßiges Ackerbürgerhaus aus dem 17./18. Jahrhundert. | BDA-Hist.: Q38000112 Status: Bescheid Stand der BDA-Liste: 2025-06-30 Name: Bürgerhaus, ehem. Gasthof Zum Dampfschiff GstNr.: 55                                      |
| ja   | Datei hochladen | Gasthaus, Zum goldenen Kreuz HERIS-ID: 8253 Objekt-ID: 4202                                                  | Hainburger Straße 12 Standort KG: Fischamend Markt                | Zweigeschoßiger Bau mit markantem Walmdach und Arkadengang, im Kern aus dem 16./17. Jahrhundert. | BDA-Hist.: Q38001473 Status: Bescheid Stand der BDA-Liste: 2025-06-30 Name: Gasthaus, Zum goldenen Kreuz GstNr.: 60/1 Gasthaus zum Goldenen Kreuz, Fischamend         |
| ja   | Datei hochladen | Ehem. herrschaftlicher Gutshof HERIS-ID: 8237 Objekt-ID: 4186                                                | Hainburger Straße 18 Standort KG: Fischamend Markt                | Gutshof mit straßenseitigen Portalpfeilern, im Kern aus dem 17. Jahrhundert. | BDA-Hist.: Q38000074 Status: Bescheid Stand der BDA-Liste: 2025-06-30 Name: Ehem. herrschaftlicher Gutshof GstNr.: 221, 376/4                                         |
| ja   | Datei hochladen | Marktturm HERIS-ID: 8250 Objekt-ID: 4199                                                                     | bei Hauptplatz 1 Standort KG: Fischamend Markt                    | Der knapp 31 Meter hohe Fischaturm in Fischamend wurde im 13. Jahrhundert errichtet und beheimatet seit 1927 das Stadtmuseum. An der Spitze des Turms ist ein Fisch montiert. | BDA-Hist.: Q38001299 Status: § 2a Stand der BDA-Liste: 2025-06-30 Name: Marktturm GstNr.: 38 Marktturm Fischamend                                                     |
| ja   | Datei hochladen | Kath. Pfarrkirche hl. Michael HERIS-ID: 8244 Objekt-ID: 4193                                                 | Kirchenplatz 12 Standort KG: Fischamend Markt                     | Das hohe, blockhafte Langhaus mit Lisenengliederung und Rundbogenfenstern wurde um 1700 errichtet. Der gotische Chor mit 5/8-Schluss stammt vermutlich aus der 1. Hälfte des 14. Jahrhunderts. Darauf wurde Ende des 17. Jahrhunderts ein oktogonaler Turm mit massiger Zwiebelhaube errichtet. Nordseitig des Chores ist eine Kapelle angebaut und südseitig die Sakristei.               | BDA-Hist.: Q38000651 Status: § 2a Stand der BDA-Liste: 2025-06-30 Name: Kath. Pfarrkirche hl. Michael GstNr.: 1/1 Pfarrkirche Fischamend                              |
| ja   | Datei hochladen | Figurenbildstock hl. Johannes Nepomuk HERIS-ID: 8245 Objekt-ID: 4194                                         | gegenüber Kirchenplatz 12 Standort KG: Fischamend Markt           | um 1720/30 errichtete Figur des Johannes Nepomuk Anmerkung: Lage unklar, auf angegebenem Gst. 1068/2 keine Statue, nächste auf 1063/51; siehe Fehlerliste | BDA-Hist.: Q38000748 Status: § 2a Stand der BDA-Liste: 2025-06-30 Name: Figurenbildstock hl. Johannes Nepomuk GstNr.: 1068/2 Statue John of Nepomuk, Fischamend       |
| ja   | Datei hochladen | Pfarrhof HERIS-ID: 8247 Objekt-ID: 4196                                                                      | Kirchenplatz 13 Standort KG: Fischamend Markt                     | Errichtet im 17. Jahrhundert mit einer Erweiterung aus dem 18. Jahrhundert. | BDA-Hist.: Q38000981 Status: § 2a Stand der BDA-Liste: 2025-06-30 Name: Pfarrhof GstNr.: 54/2                                                                         |
| ja   | Datei hochladen | Wasserturm HERIS-ID: 8252 Objekt-ID: 4201                                                                    | Smolekstraße 10 Standort KG: Fischamend Markt                     | 1916 errichtet nach den Plänen von Siegfried Theiss und Hans Jaksch. | BDA-Hist.: Q38001408 Status: Bescheid Stand der BDA-Liste: 2025-06-30 Name: Wasserturm GstNr.: 486/10 Water tower Fischamend                                          |